# Christine Marie Berkhout
Christine Marie Berkhout (1893 — 1932) foi uma micologista alemã.
Ela descreveu o gênero Candida em sua tese de doutorado na Universidade de Utrecht em  Países Baixos, em 1923. Este evento foi descrito mais tarde no trabalho "the beginning of the rational systematics of the anascosporogenous yeasts".